# Fekete réce
A fekete réce (Melanitta nigra) a madarak osztályának lúdalakúak (Anseriformes) rendjébe és a récefélék (Anatidae) családjába tartozó faj.

## Rendszerezése
A fajt Carl von Linné svéd természettudós írta le 1758-ban, az Anas nembe Anas nigra néven.

## Elterjedése, élőhelye
Európa és Ázsia északi részén fészkel, telelni délre vonul, eljut Afrika északi részéig. a  Természetes élőhelyei a tundrák, tengerpartok, édesvizű tavak, folyók és patakok környéke. Rövidtávú vonuló.

### Kárpát-medencei előfordulása
Magyarországon kis számban rendszeresen átvonul, október és április között. Áttelelése sem ritka.

## Alfajai
- nyerges réce (Melanitta nigra americana vagy Melanitta americana) (Swainson, 1832)
- Melanitta nigra nigra (Linnaeus, 1758)

## Megjelenése
Testhossza 44–54 centiméter, szárnyfesztávolsága 79–90 centiméter, testtömege pedig 650–1300 gramm. A tojó kisebb mint a hím. A hímek tollazata teljesen fekete, narancssárga folttal a csőre tövén. A tojó barnás színű, a fejének oldala világosabb.
|  |  |

## Életmódja
A víz alá merül csigákból, kagylókból, rákokból és hínárból álló táplálékáért.

## Szaporodása
A fészket a tojó építi növények takarásában. Fészekalja 6-10 tojásból áll, melyen 30-31 napig kotlik, a fiókák fészekhagyók, 6-7 hét után válnak önállókká.
|  |

## Természetvédelmi helyzete
Az elterjedési területe rendkívül nagy, egyedszáma pedig ismeretlen. A Természetvédelmi Világszövetség Vörös listáján nem fenyegetett fajként szerepel. Magyarországon védett, természetvédelmi értéke 50 000 forint.